# Primarosa
Primarosa  è un nome proprio di persona italiano femminile.

## Varianti in altre lingue
- Inglese: Primrose[1][3]
- Scozzese: Primrose[2]

## Origine e diffusione

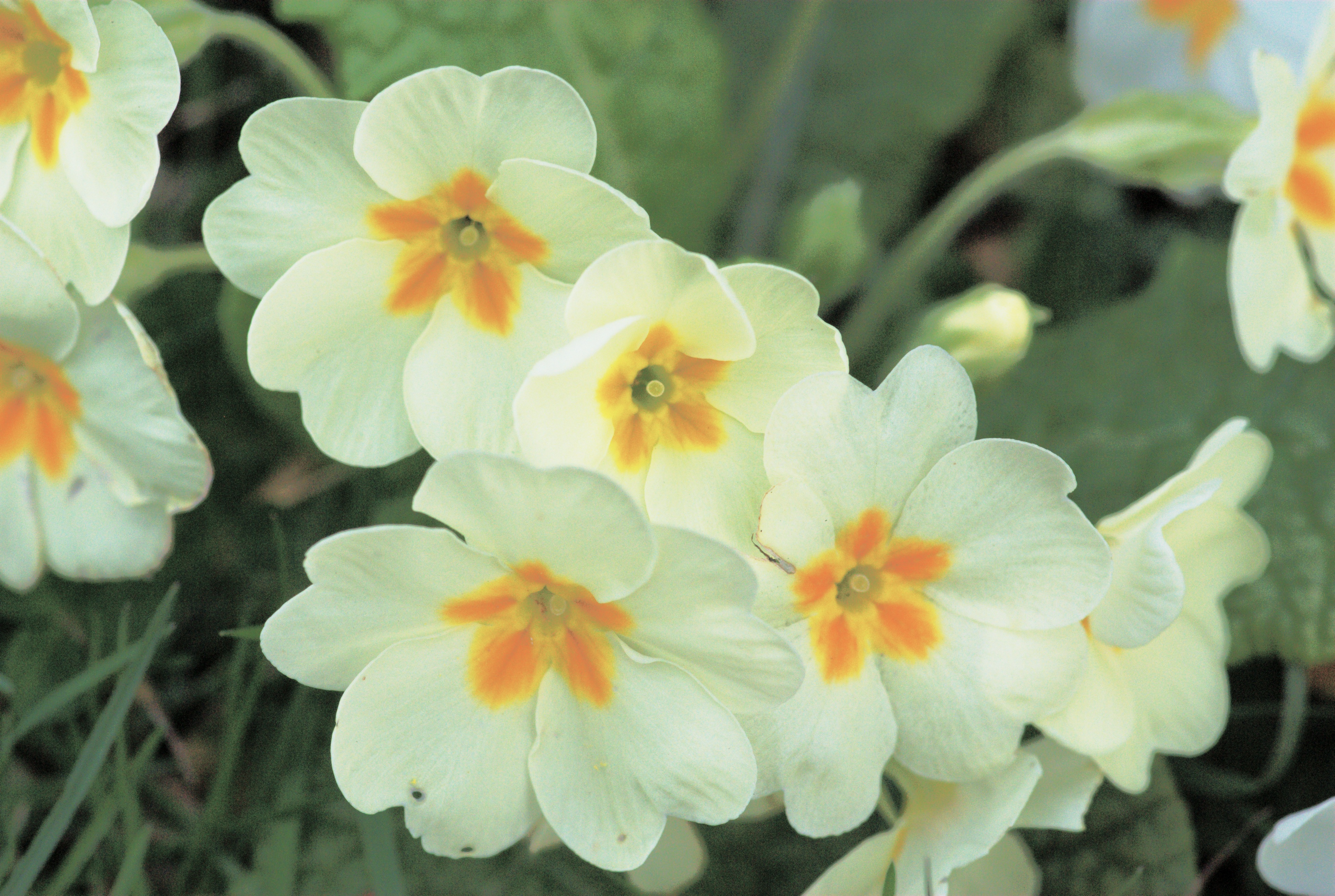
Dei fiori di Primula vulgaris

È un adattamento dell'inglese e scozzese Primrose, che riprende il nome locale del fiore della primula; tale termine viene dal latino prima rosa, poiché è uno dei primi fiori a sbocciare (anche l'italiano "primula" ha la stessa origine, da primulus, diminutivo di primus, "primo").
Rientra quindi in quell'ampia schiera di nomi affettivi e augurali d'ispirazione floreale, come Ornella, Margherita, Iris e via dicendo. Sia in italiano sia in inglese, comunque, gode di scarsa diffusione.

## Onomastico
Primarosa è un nome adèspoto, ovvero non portato da nessun santo canonizzato; l'onomastico si può quindi festeggiare il 1º novembre, festa di Ognissanti.

## Persone
- Primarosa Battistella, attrice italiana

## Il nome nelle arti
- Primrose Everdeen è un personaggio della serie di romanzi e film Hunger Games.